# Withcote
Withcote è un villaggio e parrocchia civile dell'Inghilterra, appartenente alla contea del Leicestershire.